# Washburn Fire
De Washburn Fire was een natuurbrand in de Amerikaanse staat Californië van 7 juli tot 1 augustus 2022. Ze werd op 7 juli vastgesteld nabij het Washburn-wandelpad in de Mariposa Grove, een bos van zeldzame mammoetbomen of reuzensequoia's (Sequoiadendron giganteum) bij Wawona, in het uiterste zuiden van Yosemite National Park. De oorzaak werd omschreven als 'menselijk'. De bezoekers werden geëvacueerd en de zuidelijke toegang tot Yosemite werd afgesloten. Er werden meteen blusvliegtuigen en -helikopters ingezet om het bos veilig te stellen. Op 13 juli breidde de brand uit naar het Sierra National Forest, weg van de Mariposa Grove. Tegen 18 juli waren bijna 1600 brandweerlui in de weer en bedroeg de geschatte kostprijs van de operatie 16,3 miljoen dollar. Tegen het einde van de maand was de brand volledig beheerst. De Mariposa Grove heropende op 3 augustus.